# Grundpfandrecht
Grundpfandrechte begründen im Sachenrecht Pfand- und Verwertungsrechte an Grundstücken, denn der Eigentümer des Grundstücks ist zur Duldung der Zwangsvollstreckung verpflichtet, wenn gegen ihn ein vollstreckbarer Zahlungsanspruch aus der durch das Grundpfandrecht gesicherten Forderung besteht.
Grundpfandrechte sind die Hypothek, die Grund- und die Rentenschuld. Teilweise können Grundpfandrechte auch an grundstücksgleichen Rechten begründet werden.

## Grundpfandrechte in Deutschland
Das Bürgerliche Gesetzbuch (BGB) vermeidet den Oberbegriff „Grundpfandrecht“, zählt zu ihnen jedoch die (in der Folge landesspezifisch aufgeführten) Sicherungs- und Verwertungsrechte der Hypothek (§ 1113 Abs. 1 BGB), Grundschuld (§ 1191 Abs. 1 BGB) und Rentenschuld (§ 1199 Abs. 1 BGB). Der Eigentümer ist nur zur Duldung der Zwangsvollstreckung verpflichtet, da aus dem Grundstück Geldleistungen (zumeist aus Krediten) zu entrichten sind (zuzüglich Verzugszinsen, gemäß § 1146 BGB). Wegen der Forderung darf sich der Gläubiger aus dem Grundstückswert im Wege der Zwangsvollstreckung befriedigen.
Grundpfandrechte erfassen gemäß § 1120 BGB auch dem Grundstückseigentümer gehörendes Zubehör i. S. d. § 97 Abs. 1 BGB und vom Grundstück getrennte Erzeugnisse und sonstige Bestandteile, soweit sie im Sinne der §§ 954 ff. BGB nicht im Eigentum Dritter stehen. Die gesetzlichen Ausführungen zur Hypothek sind gemäß § 1192, § 1200 BGB auf die anderen Grundpfandrechte entsprechend anzuwenden, soweit sie systemgerecht angewendet werden können.

## International

### Schweiz
In der Schweiz gilt gemäß (Art. 793 ff. ZGB), dass das Grundpfand als Grundpfandverschreibung (Art. 824 ff. ZGB) oder als Schuldbrief (Art. 842 ff. und Art. 854 ff. ZGB) bestellt.
Daneben bestehen noch altrechtliche Grundpfandtitel nach kantonalem Recht, die Gült (Art. 847 ff. und Art. 854 ff. ZGB), die in der Praxis kaum mehr Bedeutung hat, da sie seit 2012 nicht mehr begründet werden kann. Anders als bei den vorgenannten Pfandrechten, besteht keine persönliche Haftung des Schuldners; da er ausschließlich mit dem verpfändeten Grundstück haftet. Für die Gült wurde wie für den Schuldbrief ein Pfandtitel (d. h. ein Wertpapier) ausgestellt. Teils kantonales Privatrecht wendet den Zed(d)el, ein altrechtliches Institut der privaten Finanzierung mit fixem Zinssatz an. Auch hier haftet der Schuldner nicht persönlich, sondern mit dem verpfändeten Grundstück.
Nicht gesetzlich geregelt ist die Hypothekarobligation.
Alle Grundpfandrechte werden – wie die anderen beschränkten dinglichen Rechte an Grundstücken und das Grundeigentum – im Normalfall ins Grundbuch eingetragen. Wird die gesicherte Forderung nicht erfüllt, so kann der Gläubiger im Schuldbetreibung- oder Konkursverfahren das Pfand verwerten lassen und sich aus dem Ergebnis bezahlt machen.
Neben dem Modell des Schuldbriefes, der im Grundbuch eingetragen und als Wertpapier ausgestellt wird („Papier-Schuldbrief“), existiert seit dem 1. Januar 2012 ein „papierloser“ Schuldbrief („Register-Schuldbrief“). Durch das Wegfallen des Wertpapiers soll die Handhabung einfacher und günstiger sein als beim Papier-Schuldbrief.

### Österreich
Grundpfandrechte im österreichischen Sachenrecht sind Kreditsicherheiten, die ausschließlich als Hypothek (§ 448 ABGB) vorkommen. Bei der Hypothek werden zwei Formen unterschieden: Der Normalfall der Festbetragshypothek und die Höchstbetragshypothek (§ 14 Abs. 2 Allgemeines Grundbuchgesetz).

### Liechtenstein
In Liechtenstein wurde 1923 die Regelungen des schweizerischen Sachenrechts (Art. 641 bis 977 ZGB) weitgehend übernommen und als eigenes Gesetzbuch (Sachenrecht - SR, LGBl 4/1923 vom 1. Februar 1923) eingeführt. Durch die Übernahme wurden die Bestimmungen des liechtensteinischen ABGB, die seit 1812 galten, außer Kraft gesetzt. In mehreren Novellen wurden die sachenrechtlichen Bestimmungen in Liechtenstein den Änderungen des Schweizerischen ZGB zum Sachenrecht nachgeführt.
Die Ausführungen zum schweizerischen Recht zu den Grundpfandrechten können daher weitgehend auch für Liechtenstein übernommen werden. Die Gült kann in Liechtenstein weiterhin errichtet werden, hat jedoch in der Praxis ebenfalls, wie in der Schweiz, kaum Bedeutung.

### Frankreich
In Frankreich sieht Art. 2114 Code civil (CC) die Hypothek (französisch hypothèque) als Realsicherheit für die Erfüllung einer Verpflichtung an einer belasteten Immobilie vor. Die „wiederauffüllbare“ Hypothek (französisch hypothèque rechargeable) ist zwar eine Hypothek, aber revalutierbar, was wirtschaftlich der deutschen Sicherungsgrundschuld entspricht.

### Englisches Recht
Die Hypothek im englischen Recht (englisch mortgage) besteht als akzessorische Realsicherheit, während die Grundschuld (englisch land charge) nicht akzessorisch ist. Der Sicherungsgeber überträgt dem Sicherungsnehmer ein dingliches Recht mit der Auflage, das dingliche Recht nach Erlöschen der Forderung zurück zu übertragen. Die „Mortgage“ kann an Grundstücken und beweglichen Sachen bestellt werden. Das englische Recht unterscheidet zwischen formbedürftigen und formfreien Mortgages (Law of Property Act 1925 Sect. 85, Land Registration Act 2002, Sect. 23 und 27).

### Kommentare
- Antonius Opilio: Arbeitskommentar zum liechtensteinischen Sachenrecht. 1. Auflage. Band II. Edition Europa, Dornbirn 2010, ISBN 978-3-901924-25-5 (eu.com).